# 2-Méthylpentane
Le 2-méthylpentane, ou isohexane, est un des isomères de l'hexane. Il a donc pour formule brute C6H14. C'est un hydrocarbure saturé de la famille des alcanes.